# 大洲市
大洲市（日语：／ Ōzu shi */?）是位於日本愛媛縣南予地方的城市，一級河川肱川流經市內的中心地並往北注入瀨戶內海。當地坐落於盆地内，容易起霧，每年10月到3月會發生被稱為「肱川風暴」的自然現象。大洲市過去以大洲城為中心發展成城下町，有「伊予的小京都」之稱。當地以農業和製造業為主，生產蔬果和伊予柑等農作物。

## 地理
大洲市的內陸地區與沿海地區的溫度差異較大，夏季悶熱且冬季寒冷，屬於內陸型的盆地氣候。當地與其他地區相比日照時間較少，一年之中多為陰天，且濕度較高。大洲市的年均降雨量為1700毫米，降雨則集中在梅雨和颱風季節。

## 歷史
現在的大洲地區最初屬於伊予國宇和郡，在866年獨立設置為喜多郡，下轄矢野鄉、久米鄉、新屋鄉。 鎌倉時代開始成為伊予國守護宇都宮豐房的領地。在戰國時代，大洲先後由大野直之、小早川隆景與戶田勝隆所領有。江戶時代的慶長14年(1609年)，脇坂安治獲封5萬3500石並入封大洲，大洲藩正式立藩。之後大洲藩由加藤氏治理，直到明治維新。

### 年表
- 1889年12月15日：實施町村制，現在的轄區在當時分屬：
  - 喜多郡：大洲町、長濱町、喜多村、新谷村、南久米村、久米村、平村、粟津村、三善村、上須戒村、菅田村、喜多山村、柳澤村、田處村、大成村、藏川村、山鳥坂村、奧南村、大谷村、宇和川村、喜多灘村、櫛生村、出海村、豐茂村、相生村、柴村、瀧川村。
  - 上浮穴郡：浮穴村。
  - 西宇和郡：平野村。
  - 東宇和郡：貝吹村、橫林村。
- 1899年2月：平野村改隸屬喜多郡。
- 1908年4月1日：平村和喜多村合併為大洲村。
- 1909年4月1日：
  - 田處村被併入柳澤村。
  - 山鳥坂村和奧南村合併為河邊村。
- 1921年11月1日：大成村和藏川村合併為大川村。
- 1922年1月1日：柴村和瀧川村合併為白瀧村。
- 1922年4月1日：
  - 豐茂村和相生村合併為大和村。
  - 喜多山村被併入新谷村。
- 1925年8月10日：南久米村的部分地區被併入大洲町。
- 1934年1月1日：久米村、大洲村被併入大洲町。
- 1943年4月1日：河邊村、大谷村、宇和川村和浮穴村的部分地區（其餘地區被併入東宇和郡惣川村，現已合併為西予市）合併為肱川村。
- 1948年4月1日：肱川村的部分地區被併入大川村。
- 1951年1月1日：肱川村被分割為肱川村和河邊村兩村。
- 1954年9月1日：平野村、粟津村、三善村、上須戒村、大洲町、南久米村、菅田村、新谷村、柳澤村、大川村合併為大洲市。
- 1955年1月1日：喜多灘村、長濱町、櫛生村、出海村、大和村、白瀧村合併為長濱町。
- 1955年2月11日：東宇和郡貝吹村的部分地區和橫林村的部分地區被併入肱川村，貝吹村、橫林村的其於地區予其他町村合併為野村町，現已合併為西予市）。
- 1959年11月3日：肱川村改制為肱川町。
- 2005年1月11日：長濱町、肱川町、河邊村和大洲市合併為新設置的大洲市。

### 變遷表
| 1889年4月1日                    | 1889年 - 1926年                 | 1926年 - 1954年            | 1926年 - 1954年           | 1955年 - 1989年           | 1989年 - 現在        | 現在                 |
| ------------------------------- | ------------------------------- | -------------------------- | ------------------------- | ------------------------- | -------------------- | -------------------- |
| 平野村                          | 平野村                          | 平野村                     | 1954年9月1日 大洲市       | 1954年9月1日 大洲市       | 2005年1月11日 大洲市 | 2005年1月11日 大洲市 |
| 大洲町                          |                                 |                            | 1954年9月1日 大洲市       | 1954年9月1日 大洲市       | 2005年1月11日 大洲市 | 2005年1月11日 大洲市 |
| 平村                            | 1908年4月1日 大洲村             | 1934年1月1日 併入大洲町    | 1954年9月1日 大洲市       | 1954年9月1日 大洲市       | 2005年1月11日 大洲市 | 2005年1月11日 大洲市 |
| 喜多村                          | 1908年4月1日 大洲村             | 1934年1月1日 併入大洲町    | 1954年9月1日 大洲市       | 1954年9月1日 大洲市       | 2005年1月11日 大洲市 | 2005年1月11日 大洲市 |
| 久米村                          |                                 | 1934年1月1日 併入大洲町    | 1954年9月1日 大洲市       | 1954年9月1日 大洲市       | 2005年1月11日 大洲市 | 2005年1月11日 大洲市 |
| 新谷村                          | 新谷村                          | 新谷村                     | 1954年9月1日 大洲市       | 1954年9月1日 大洲市       | 2005年1月11日 大洲市 | 2005年1月11日 大洲市 |
| 喜多山村                        | 1922年4月1日 併入新谷村         | 新谷村                     | 1954年9月1日 大洲市       | 1954年9月1日 大洲市       | 2005年1月11日 大洲市 | 2005年1月11日 大洲市 |
| 南久米村                        |                                 |                            | 1954年9月1日 大洲市       | 1954年9月1日 大洲市       | 2005年1月11日 大洲市 | 2005年1月11日 大洲市 |
| 粟津村                          |                                 |                            | 1954年9月1日 大洲市       | 1954年9月1日 大洲市       | 2005年1月11日 大洲市 | 2005年1月11日 大洲市 |
| 三善村                          |                                 |                            | 1954年9月1日 大洲市       | 1954年9月1日 大洲市       | 2005年1月11日 大洲市 | 2005年1月11日 大洲市 |
| 上須戒村                        |                                 |                            | 1954年9月1日 大洲市       | 1954年9月1日 大洲市       | 2005年1月11日 大洲市 | 2005年1月11日 大洲市 |
| 菅田村                          |                                 |                            | 1954年9月1日 大洲市       | 1954年9月1日 大洲市       | 2005年1月11日 大洲市 | 2005年1月11日 大洲市 |
| 柳澤村                          | 柳澤村                          | 柳澤村                     | 1954年9月1日 大洲市       | 1954年9月1日 大洲市       | 2005年1月11日 大洲市 | 2005年1月11日 大洲市 |
| 田處村                          | 1909年4月1日 併入柳澤村         | 柳澤村                     | 1954年9月1日 大洲市       | 1954年9月1日 大洲市       | 2005年1月11日 大洲市 | 2005年1月11日 大洲市 |
| 大成村                          | 1921年11月1日 大川村            | 1921年11月1日 大川村       | 1954年9月1日 大洲市       | 1954年9月1日 大洲市       | 2005年1月11日 大洲市 | 2005年1月11日 大洲市 |
| 藏川村                          | 1921年11月1日 大川村            | 1921年11月1日 大川村       | 1954年9月1日 大洲市       | 1954年9月1日 大洲市       | 2005年1月11日 大洲市 | 2005年1月11日 大洲市 |
| 長濱町                          | 長濱町                          | 長濱町                     | 長濱町                    | 1955年1月1日 長濱町       | 2005年1月11日 大洲市 | 2005年1月11日 大洲市 |
| 喜多灘村                        |                                 |                            |                           | 1955年1月1日 長濱町       | 2005年1月11日 大洲市 | 2005年1月11日 大洲市 |
| 櫛生村                          |                                 |                            |                           | 1955年1月1日 長濱町       | 2005年1月11日 大洲市 | 2005年1月11日 大洲市 |
| 出海村                          |                                 |                            |                           | 1955年1月1日 長濱町       | 2005年1月11日 大洲市 | 2005年1月11日 大洲市 |
| 豐茂村                          | 1922年4月1日 大和村             | 1922年4月1日 大和村        | 1922年4月1日 大和村       | 1955年1月1日 長濱町       | 2005年1月11日 大洲市 | 2005年1月11日 大洲市 |
| 相生村                          | 1922年4月1日 大和村             | 1922年4月1日 大和村        | 1922年4月1日 大和村       | 1955年1月1日 長濱町       | 2005年1月11日 大洲市 | 2005年1月11日 大洲市 |
| 柴村                            | 1922年1月1日 白瀧村             | 1922年1月1日 白瀧村        | 1922年1月1日 白瀧村       | 1955年1月1日 長濱町       | 2005年1月11日 大洲市 | 2005年1月11日 大洲市 |
| 瀧川村                          | 1922年1月1日 白瀧村             | 1922年1月1日 白瀧村        | 1922年1月1日 白瀧村       | 1955年1月1日 長濱町       | 2005年1月11日 大洲市 | 2005年1月11日 大洲市 |
| 山鳥坂村                        | 1909年4月1日 河邊村             | 1943年4月1日 肱川村        | 1951年1月1日 河邊村       | 1951年1月1日 河邊村       | 2005年1月11日 大洲市 | 2005年1月11日 大洲市 |
| 奧南村                          | 1909年4月1日 河邊村             | 1943年4月1日 肱川村        | 1951年1月1日 河邊村       | 1951年1月1日 河邊村       | 2005年1月11日 大洲市 | 2005年1月11日 大洲市 |
| 大谷村                          | 大谷村                          | 1943年4月1日 肱川村        | 1951年1月1日 肱川村       | 1959年11月3日 肱川町      | 2005年1月11日 大洲市 | 2005年1月11日 大洲市 |
| 宇和川村                        |                                 | 1943年4月1日 肱川村        | 1951年1月1日 肱川村       | 1959年11月3日 肱川町      | 2005年1月11日 大洲市 | 2005年1月11日 大洲市 |
| 浮穴村                          |                                 | 1943年4月1日 肱川村        | 1951年1月1日 肱川村       | 1959年11月3日 肱川町      | 2005年1月11日 大洲市 | 2005年1月11日 大洲市 |
| 1943年4月1日 併入東宇和郡惣川村 | 1943年4月1日 併入東宇和郡惣川村 | 1955年2月11日 合併為野村町 | 2004年4月1日 合併為西予市 | 2004年4月1日 合併為西予市 |                      |                      |

## 行政

### 歷任市長
1. 大森隆雄：2005年2月13日～2009年8月（第二任任期中過世）
2. 清水裕：2009年9月13日～2018年3月30日（第三任任期中過世）
3. 松田眞：2018年3月30日～2018年5月20日（代理）
4. 二宮隆久（日语：二宮隆久）：2018年5月21日～現任（第二任期中）

## 交通

### 鐵路
- 四國旅客鐵道
  - 予讚線: 喜多灘車站 - 伊予長濱車站 - 伊予出石車站 - 伊予白瀧車站 - 八多喜車站 - 春賀車站 - 五郎車站 - （伊予若宮信號場） - 伊予大洲車站 - 西大洲車站 - 伊予平野車站
  - 內子線: 喜多山車站 - 新谷車站

|  |  |

### 道路
高速道路
- 松山自動車道：大洲交流道 - 大洲北只交流道
- 大洲道路：大洲交流道 - 大洲北交流道 - 大洲冨士交流道 - 大洲肱南交流道 - 大洲南交流道

- 大洲城 - 2004年（平成16年）9月1日、木造で天守が復元された。日本100名城のひとつ。

## 觀光
- 大洲市立博物館
- 大洲市肱川風之博物館、歌麿館
- 大洲赤煉瓦館、不夠本横丁
- 臥龍山莊
- 長濱大橋：位於肱川河口的開啟橋。
- 小薮溫泉

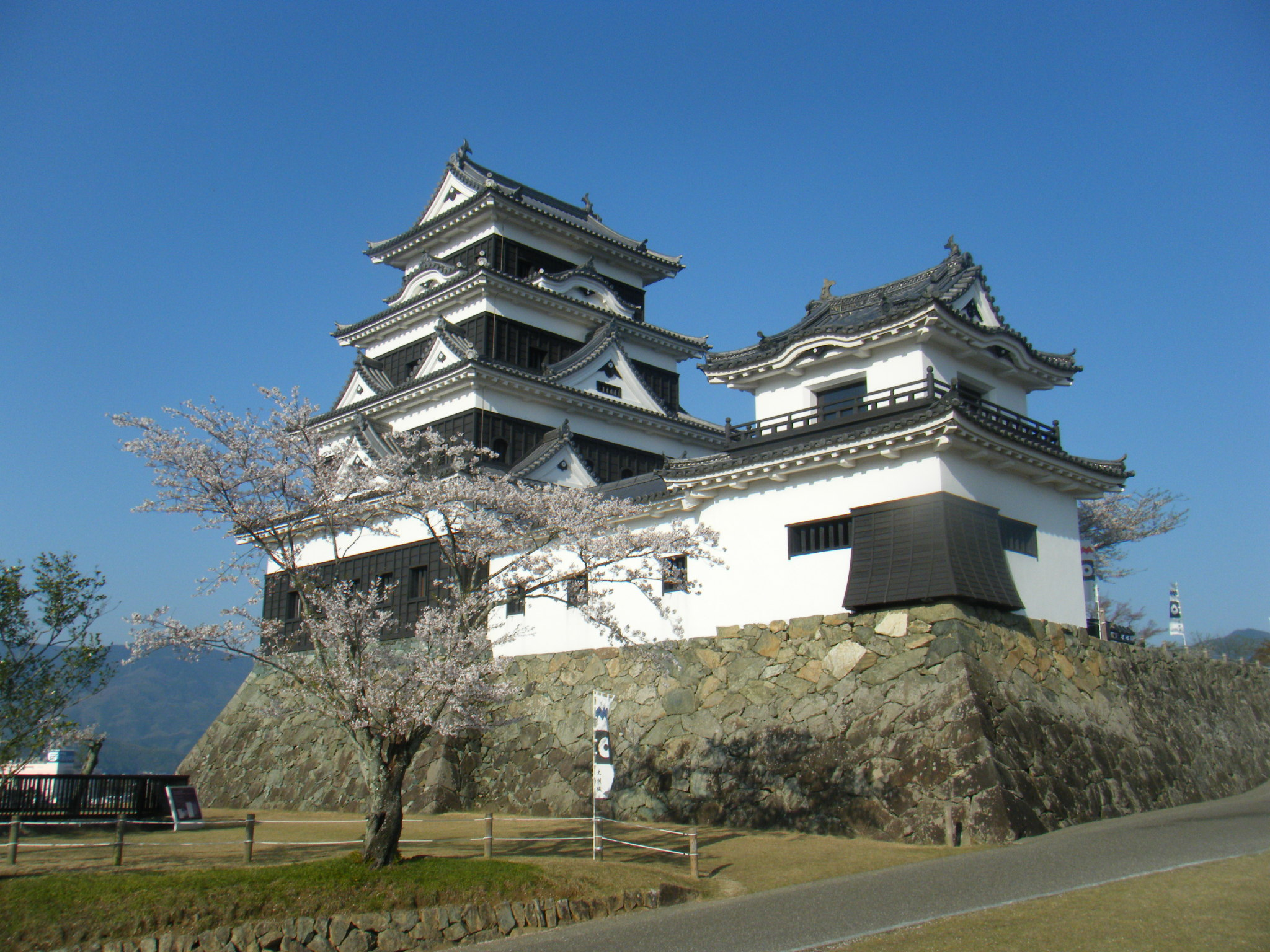
大洲城

- 青島（愛媛縣）：住著一百多隻貓、號稱「貓島」的小島。

## 教育
高等学校
- 愛媛縣立大洲高等學校
- 愛媛縣立大洲高等學校肱川分校
- 愛媛縣立大洲農業高等學校
- 愛媛縣立長浜高等學校
- 帝京第五高等學校
- 帝京冨士中學校、高等學校

## 本地出身之名人
- 彩風咲奈：女演員、寶塚歌劇團雪組男役。
- 梶原正見：日本帝國海軍少將。
- 中江藤樹：江戶時代的陽明學學者。
- 中村修二：2014年諾貝爾物理學獎得主，可商業用藍色發光二極體發明者。
- 武田斐三郎：江戶時代末期的西洋軍事學者，北海道函館五稜郭設計者。
- 冲永莊兵衛：帝京大學集團創辦人。
- 西田司：前眾議院議員，曾任國土廳長官、自治大臣。

## 外部連結
- （日語） 大洲市觀光協會（页面存档备份，存于）
- （日語） 大洲市物產協會
- （日語） 八幡濱、大洲地區廣域市町村圏組合（页面存档备份，存于）
- （日語） 大洲商工會議所（页面存档备份，存于）
- OpenStreetMap上有關大洲市的地理